# Epiperipatus
Genre
Epiperipatus est un genre d'onychophores équatoriales.

## Liste d'espèces
Selon BioLib (7 mars 2020) :
- Epiperipatus barbadensis (Froehlich, 1962)
- Epiperipatus barbouri (Brues, 1911)
- Epiperipatus biolleyi (Bouvier, 1902)
- Epiperipatus brasiliensis (Bouvier, 1899)
- Epiperipatus broadwayi (Clark, 1913)
- Epiperipatus edwardsii (Blanchard, 1847) - espèce type[3]
- Epiperipatus evansi (Bouvier, 1904)
- Epiperipatus hilkae Morera-Brenes & Monge-Najera, 1990
- Epiperipatus imthurmi (Sclater, 1888)
- Epiperipatus isthmicola (Bouvier, 1902)
- Epiperipatus lewisi Arnett, 1961
- Epiperipatus nicaraguensis (Bouvier, 1900)
- Epiperipatus simoni (Bouvier, 1898)
- Epiperipatus trinidadensis (Sedgwick, 1888)
- Epiperipatus tucupi Froehlich, 1968
- Epiperipatus vespucci Brues, 1914

## Étymologie
Le genre Epiperipatus fait référence au genre Peripatus dont l'auteur, lors de sa description originale, considérait qu'il n'était qu'un sous-genre.

## Publication originale
- (en) Austin Hobart Clark, « A revision of the American Species of Peripatus », Proceedings of the Biological Society of Washington, Washington, Biological Society of Washington (d), vol. 26,‎ 18 janvier 1913, p. 15-20 (ISSN 0006-324X et 1943-6327, OCLC 1536434, lire en ligne).